# Aperibé
Aperibé är en kommun i Brasilien.   Den ligger i delstaten Rio de Janeiro, i den sydöstra delen av landet, 900 km sydost om huvudstaden Brasília. Antalet invånare är 10 215.
Omgivningarna runt Aperibé är huvudsakligen savann. Runt Aperibé är det ganska tätbefolkat, med 134 invånare per kvadratkilometer.